# Лесной (Владимирская область)
Лесной — упразднённый посёлок во Владимирской области. В 2004 году включен в состав города Владимира и исключен из учётных данных.

## География
Расположен у федеральной трассы М-7 «Волга», на расстоянии около 10 км к северо-востоку от окраины города Владимир.

## История
Официально зарегистрирован в 1976 году в составе Давыдовского сельсовета Камешковского района. В 1978 году передан в подчинении Фрунзенского района Владимира.

## Население
| 2002 |
| ---- |
| 3280 |